# Tapinodoxa
Tapinodoxa là một chi bướm đêm thuộc phân họ Tortricinae của họ Tortricidae.

## Các loài
- Tapinodoxa autonephes Meyrick, 1931